# Erzherzog-Johann-Jodler
Der Erzherzog-Johann-Jodler ist ein steirisches Volkslied, das dem Erzherzog Johann von Österreich gewidmet ist, der für seine Jagdleidenschaft bekannt war. 1827 heiratete er völlig unstandesgemäß Anna Plochl, aus deren Perspektive das Lied erzählt. Das Lied war in den Jahren 1840–50 sehr beliebt und in ganz Deutschland gern gehört.

## Geschichte
Die Melodie dürfte aus Tirol stammen, ein Komponist konnte nicht mehr ermittelt werden. Der Text allerdings wurde 1830 vom oberösterreichischen Beamten und Mundartdichter Anton Schosser in Schärding verfasst. Der Titel war ursprünglich mit „Hoamweh“ in den „Naturbildern aus dem Leben der Gebirgsbewohner in den Grenzalpen zwischen Steyermark und dem Traunkreise“ benannt worden.

## Text
Wo i geh und steh, tut ma’s Herz so weh,

um mei Steiermark, ja glaubt ma’s g’wiß;

wo das Büchserl knallt und da Gamsbock fallt,

und mei liaba Herzog Johann ist.

Wer die Gegend kennt, wo ma’s Eisen brennt,

wo die Gams daher rauscht unt’ im Tal,

und vor lauter Lust schlägt von da die Brust,

wie so lusti alles überall.

Ja, es ist a Freud’, meine liebe Leut’,

wenn da Bua schö juchzet weit und breit;

wenn da Hirsch aufspringt, und wenn die Senn’rin singt,

dass es schallen tut schön in da Weit’.

Ja, i sich mi scho’ ganz verzückt und froh

mit mein’n Herzog auf der Alma gehn;

mit an frischem Mut in mei’m Steirahut

offen stolz am Kogel obmat stehn.

Auf da Felsenwand, in am Steirag’wand,

wenn i da mei lieba Herzog sich,

wenn sei Büchserl knallt und da Gamsbock fallt,

war’s a Wunda, wenn i’s Heimweh krieg’?

## Sänger und Sängerinnen (Auswahl)
- Maly Nagl
- Franz Schöggl
- Franzl Lang
- Maria Hellwig
- Waterloo

## Trivia
In dem Sketch die Die Jodelschule von Loriot ging es um das Erlernen des Erzherzog-Johann-Jodlers.